# المؤسسة الإفريقية للشؤون المتعلقة بالجنسين

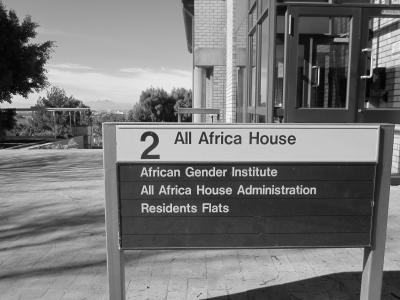

المؤسسة الأفريقية للشؤون المتعلقة بالجنسين هي مجموعة نسوية للبحث والتدريس، تقوم بدراسة المواضيع المتعلقة بالجنسين بأفريقيا. لقد أصبحت تلك الدراسة قسم بجامعة كيب تاون وتُدرس بكلية الدراسات الأفريقية والدراسات الجنسانية وعلم الإنسان الاجتماعي وعلم اللغة. المؤسسة الأفريقية للشئون المتعلقة بالجنسين تملك موظفين متخصصين وتتمتع بدرجة فريدة من الاستقلالية عن جامعة جامعة كيب تاون.

## هدف المؤسسة
تصف المؤسسة الأفريقية للشئون المتعلقة بالجنسين نفسها بأنها نسوية على وجه التحديد وأنها تسعى لترويج النسوية بقارة أفريقيا. تعمل المؤسسة الأفريقية للشئون المتعلقة بالجنسين كنقطة اتصال بين المفكرين النسويين في كل أنحاء أفريقيا، العديد من هؤلاء المفكرين يعانون من العزل والتفرقة العنصرية بمؤسساتهم الأكاديمية. لقد أكدت أمينة ماما -شخصية رئيسية بالمؤسسة الأفريقية للشئون المتعلقة بالجنسين- أن المؤسسة تُشكل استثناءًا رئيسيًا للاستغلال التجاري الذي تقوم به الليبرالية الجديدة على الأكاديميات الأفريقية وسيطرتها عليهم.
الهدف الرئيسي للمؤسسة الأفريقية للشئون المتعلقة بالجنسين هو توفير حيز مؤسسي للحركات النسائية الأفريقية لكي يقوموا بالتواصل والتعاون والتدريس والبحث.

## تاريخ المؤسسة
لقد انبثقت المؤسسة الأفريقية للشئون المتعلقة بالجنسين من مشروع بحث تكافؤ الفرص الذي أنشأته جامعة كيب تاون عام 1992 عندما كانت أبارتايد تنتهي. لقد أُنشئت المؤسسة الأفريقية للشئون المتعلقة بالجنسين عام 1996 وكان لها هدف محدد، ألا وهو مناصرة الباحثات ودعوات السياسة العامة والكُتَّاب المقيمين بدول أفريقيا والتعهد بنمو الحركة النسوية الأفريقية وصوتها.
لقد تولت أمينة ماما منصب مديرة المؤسسة الأفريقية للشئون المتعلقة بالجنسين في عام 2000، وساعدت في إنشاء جريدة للمؤسسة تحت عنوان فيمنست أفريقا. لقد تم القيام بالعديد من المشاريع تحت قيادة أمينة ماما وبمشاركة مساهمين من كل أنحاء قارة أفريقيا، هذه المشاريع تتضمن حصول المرأة على التكنولوجيات الإلكترونية، ونشاط السلام النسائي، والحقوق الجنسية والإنجابية، ومشاريع تتعلق بالمواطنة. ومن أبرز هؤلاء المساهمين؛ إلين سالو، سيسونكي ميسمانج، جين بينت، جينيفر رادلوف، يالوي كلارك بجنوب أفريقيا، كارمن بيريرا بنيجيريا، سيلفيا تامل وروث أوشينج بأوغندا، تاكيوا مانو وأكسوا أمبفو بغانا، وكثيرين غيرهم. ولقد نمّت المؤسسة الأفريقية للشئون المتعلقة بالجنسين برنامجًا قويًا للتدريس والبحث العلمي لكل من الخريجين وطلاب الجامعة بجامعة كيب تاون.
بمواجهة تخفيضات الميزانية وتحويل الدعم المؤسسي، وجدت المؤسسة الأفريقية للشئون المتعلقة بالجنسين نفسها تنفصل عن مشروع الدراسات الجنسانية بجامعة كيب تاون. لقد ركزت المؤسسة الأفريقية للشئون المتعلقة بالجنسين -عندما تولت جين بينت القيادة من عام 2008 وحتى عام 2017- على تعزيز مواقفها الفكرية الأساسية وموقفها المؤسسي بجامعة كيب تاون، كما استمرت في إدارة مشاريع ناجحة خاصةً في عملية العدالة الجنسية والإنجابية. ولقد أثمرت تلك الجهود، وفي عام 2017 تولت يالوي كلارك قيادة المؤسسة الأفريقية للشئون المتعلقة بالجنسين ووضعت خطط أعمال لتقوية عمل الأفارقة السُود الغريبين خاصةً بين الشابات منهن. وقد تم تأييد ذلك بشدة من خلال مجلس استشاري جديد.

## أنشطة المؤسسة

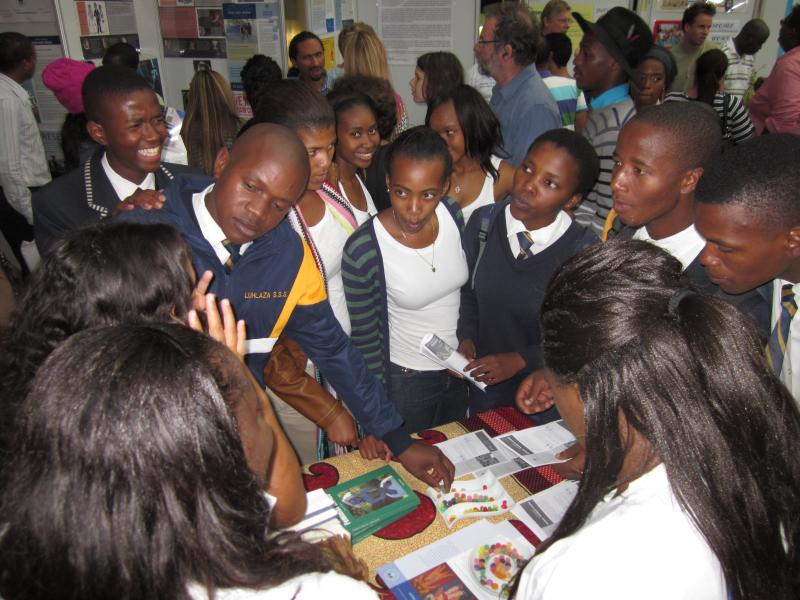
جهود المؤسسة الافريقية في حل مشاكل الجنسين

تعد الدراسات المتعلقة بالجنسين والمرأة من أجل تحول أفريقيا واحدةً من أكبر مشاريع المؤسسة الأفريقية للشئون المتعلقة بالجنسين. الدراسات المتعلقة بالجنسين والمرأة من أجل تحول أفريقيا هي عبارة عن عملية هدفها إنشاء ونشر أساس فكري قوي لمناصرين حقوق النساء في كل أنحاء أفريقيا. يتم جزء كبير من الدراسات المتعلقة بالجنسين والمرأة من أجل تحول أفريقيا عن طريق الإنترنت من خلال توزيع البريد الإلكتروني وموقع إلكتروني. لقد أنشأت المؤسسة فيمنست أفريقا والتي تنتشر غالبًا عن طريق الإنترنت. لقد كانت المؤسسة الأفريقية للشئون المتعلقة بالجنسين القوة العظمى لتمكين النساء من التواصل عبر الإنترنت، وذلك من خلال الدراسات المتعلقة بالجنسين والمرأة من أجل تحول أفريقيا. في الفترة الزمنية من عام 2000 وحتى عام 2002، أجرت الدراسات المتعلقة بالجنسين والمرأة من أجل تحول أفريقيا دراسة استقصائية عن أقسام الدراسات المتعلقة بالجنسين و/أو المرأة في كل أنحاء أفريقيا. لقد كانت نتيجة تلك الدراسة أن تلك المبادئ في ازدياد بشكلٍ عام، ولكن العديد منها تبنت التيار الرئيسي لنهج دور المرأة في التنمية.